# Melanie Klein
Melanie Klein, född Reizes den 30 mars 1882 i Wien, död 22 september 1960 i London, var en österrikisk barnpsykolog och psykoanalytiker huvudsakligen verksam i England.
2002 sände SVT TV-filmen Mrs Klein som handlar om hennes liv.

## Biografi
Klein bedrev psykoterapi framför allt med små barn. Klein utvecklade en egen psykoanalytisk teori, bitvis i opposition mot Sigmund Freud. Hon utvecklade lektekniker som gjorde det möjligt att bedriva psykoanalys med barn redan från tvåårsåldern och hennes tankar sammanfattas delvis i vad som benämns som objektrelationsteoretiska skolan.
Melanie Klein menade till exempel att spädbarnet redan från första början delar upp sin primitiva värld i ont eller gott. Moderns bröst är det centrala objektet i barnets upplevelsevärld. Det goda bröstet är närvarande och möter barnets behov av att stilla hunger och törst, medan det frånvarande bröstet upplevs som ont. 
Klein är också upphovskvinnan bakom psykoanalytiska begrepp som den paranoida-schizoida positionen och den depressiva positionen.